# Armand Barbès
Armand Barbès (Pointe-à-Pitre, Guadalupe, Francia, 18 de septiembre de 1809 - La Haya, Países Bajos, 26 de junio de 1870) fue un político francés republicano y socialista. Dedicó la mayor parte de su vida a conspirar contra la monarquía de Luis Felipe I de Francia para establecer una república democrática. Elegido diputado en la Asamblea Nacional de la Segunda República Francesa, fue condenado tras un intento fracasado de golpe de Estado en 1848. Tras su liberación en 1854, prefirió exiliarse a los Países Bajos donde pasó el resto de su vida. Junto con Auguste Blanqui, es considerado uno de los revolucionarios románticos más emblemáticos del siglo XIX francés.

## Juventud
Nació durante el Primer Imperio francés en el seno de una familia burguesa de Pointe-à-Pitre, en la isla de Guadaloupe, en las Antillas francesas. Su padre era cirujano militar en Carcassonne (departamento de Aude). Veterano de la campaña de Egipto, había sido trasladado a Guadeloupe en 1801, donde se casó con la hija del dueño de una plantación. Permanecieron allí hasta la caída del Imperio, cuando regresaron a Carcassonne donde adquirieron la finca de Fourtou, en Villalier a proximidad de la ciudad.
Allí Armand, hijo primogénito, fue elegido con 20 años para capitanear el batallón local de la Guardia Nacional durante la Revolución de 1830 que destronó a Carlos X y marcó el inicio del reinado de Luis Felipe I. El batallón había sido equipado gracias a una donación de su padre. Al año siguiente, Armand Barbès se trasladó a París para estudiar medicina, pero se inclinó por el derecho. Al poco tiempo sus padres fallecieron, dejándole una herencia sustanciosa que le permitiría vivir sin tener que trabajar.
Adhirió a la Société des Droits de l'Homme (Sociedad de los Derechos del Hombre), una sociedad republicana de tendencia jacobina. Tras las revueltas republicanas y obreras de abril de 1834 en las que la Sociedad desempeñó un papel destacado, fue detenido y encarcelado en París por primera vez, pero fue liberado a los cinco meses. En mayo de 1835 fue uno de los abogados de los 164 sublevados detenidos, pero todos los defensores fueron recusados por el tribunal por no estar colegiados. Publicaron una proclama apoyada por personalidades republicanas (entre ellas, la escritora George Sand) lo que les valió ser juzgados por ofensa al tribunal. Uno de ellos asumió la culpa de todos y fue condenado a tres años de reclusión. El mismo año Barbès ayudó a cuatro de sus compañeros que seguían presos a evadirse. 
Tras el desmantelamiento por la policía de la Sociedad de los Derechos del Hombre en 1834, Barbès fundó la efímera Société des Vengeurs (Sociedad de los Vengadores), y en 1835 la Société des Familles (Sociedad de las Familias). Ese año empezó su larga y tumultuosa "colaboración" con Auguste Blanqui. En marzo de 1836, ambos fueron arrestados cuando recuperaban la pólvora de unos cartuchos en el piso que compartían en París, y fueron condenados a un año de cárcel. Tras su liberación, Barbès se quedó algún tiempo en Carcassonne con su familia, donde escribió el panfleto que fue su única aportación a la literatura revolucionaria: Quelques mots à ceux qui possèdent en faveur des Prolétaires sans travail (Algunas palabras para los que poseen a favor de los proletarios sin trabajo).
De vuelta a París en 1838, Barbès fundó junto con Blanqui una nueva sociedad secreta republicana, la muy proletaria Société des Saisons (Sociedad de las Estaciones).

## Revuelta del 12 de mayo de 1839

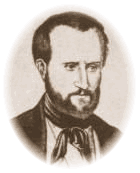
Auguste Blanqui en los años 1840.

En 1839, la Sociedad de las Estaciones cuenta unos 900 miembros y el 12 de mayo del mismo año, se siente lo suficientemente fuerte como para intentar un golpe de Estado contra la Monarquía de Julio. Cuatro cientos sublevados consiguen ocupar brevemente la Asamblea Nacional, el Ayuntamiento y el Palacio de Justicia de París, pero su reducido número y su preparación deficiente hacen fracasar la operación. Perseguidos por los soldados, se retranquean tras unas barricadas que levantan en la isla de la Cité. Barbès estaba al mando, pero fue herido en la cabeza y arrestado. Mientras tanto, el teniente de los guardias caía mortalmente herido en medio de una carga. La revuelta fue reprimida tras unas pocas horas de combate.
Barbés y Blanqui fueron condenados a muerte en el mes de julio. Barbès fue acusado de rebelión y del asesinato premeditado del teniente. En el juicio, negó su culpabilidad en la muerte del militar y rehusó defenderse, dando por sentado que era inútil. La noticia de la condena se extendió la misma noche por la capital, y unos 3000 estudiantes se reunieron delante del Ministerio de Justicia para pedir su indulto. Grupos de obreros y empleados intentaron manifestarse delante de la Asamblea Nacional con el mismo propósito, y Victor Hugo escribió la misma noche al rey Luis Felipe. El fracaso del golpe de Estado de 1839 condujo al divorcio Barbès – Blanqui, una división tan conocida como oscura que afectará profundamente la extrema izquierda francesa no sólo durante la Revolución de 1848 sino también más tarde.
La pena capital fue finalmente conmutada en cadena perpetua, a pesar de la oposición de los ministros del Rey. Barbès fue encarcelado en el Monte Saint-Michel el 17 de julio de 1839, junto con tres compañeros suyos entre los que se encontraba Martin-Bernard. Blanqui llegará el 6 de febrero de 1840. Se prohibía todo contacto entre los detenidos, que estaban sometido a un aislamiento total. Las duras condiciones de detención fueron denunciadas por la prensa de la oposición. Una carta de Barbès escrita desde la cárcel a su abogado, Emmanuel Arago, las describe brevemente y desvela que enfermó de tuberculosis. Fue trasladado posteriormente a la cárcel de Doullens y luego a la de Nîmes.

## Segunda República
Tras casi 10 años de detención, la segunda República de 1848 liberó a ambos, pero Barbès se puso al servicio de los revolucionarios moderados, decidido a contrarrestar el activismo de Blanqui. Aconsejado por el poeta Alphonse de Lamartine, fundó el Club de la Revolution (Club de la Revolución) que se oponía a la Société Centrale Insurrectionnelle (Sociedad Central Insurreccional) de Blanqui, renombrada prudentemente Société Républicaine Centrale (Sociedad Republicana Central). 
Barbès fue nombrado gobernador del Palacio de Luxemburgo y elegido coronel de la Guardia Nacional del Distrito XII de París. Como tal, y respondiendo a las órdenes del ministro de Interior, Ledru-Rollin, dirigió sus tropas contra una manifestación obrera liderada por Blanqui y Louis Blanc. Estos exigían un programa social más desarrollado, pero sobre todo pedían que se retrasaran las elecciones generales a la Asamblea Nacional Constituyente por temor a una victoria conservadora o monárquica. El gobierno provisional acababa de decretar que las elecciones fueran por sufragio universal masculino, y los republicanos radicales consideraban que aún era prematuro dado que no quedaba tiempo para informar sobre la situación actual a los campesinos (3/4 del electorado), tradicionalmente ligados a la Iglesia, los notables locales y la nobleza, y alejados de los acontecimientos urbanos.
En marzo de 1848, la hostilidad entre Barbès y Blanqui estalla a la luz del día cuando el periodista Taschereau publica un documento supuestamente filtrado por la policía, que pretendía demostrar que Blanqui habría traicionado a sus compañeros durante la conspiración fallida de mayo de 1839. Tanto en la época como hoy en día, muchos historiadores consideran ese documento como una falsificación destinada a desacreditar a Blanqui. La opinión pública estaba dividida, pero Barbès creyó en la autenticidad del documento.
Las elecciones del 23 de abril de 1848 dieron la mayoría a los conservadores, monárquicos y bonapartistas disfrazados de republicanos y por ello llamados "republicanos del día después" (républicains du lendemain). Barbès fue elegido diputado por el departamento de Aude y se sentó en los bancos de la Montaña, pero ocupó su escaño pocos días y no participó a ninguna votación importante. Desde las primeras sesiones de la Asamblea había protestado vehementemente contra la represión de las manifestaciones de Rouen, en las que la Guardia Nacional había disparado contra obreros socialistas. Su papel destacado en la jornada del 15 de mayo de 1848 puso fin a su breve carrera parlamentaria.
Bajo el pretexto de presentar una petición invitando al gobierno a implicarse en la liberación de Polonia, los clubes parisinos habían convocado a una manifestación que invadió ese día la Asamblea Nacional. Tanto Barbès como los demás líderes republicanos radicales se habían opuesto a la manifestación, y en un primer tiempo éste intentó dispersar a los manifestantes. Los historiadores discrepan sobre los motivos que le llevaron a cambiar de actitud para encabezar a los manifestantes junto a Blanqui, conduciéndoles al Ayuntamiento donde fue proclamada una nueva república más radical y se estableció la lista de los miembros del gobierno insurreccional (Blanqui, Ledru-Rollin, Albert, Louis Blanc, Huber, Thoré, Cabet, Pierre Leroux, Raspail y Armand Barbès). Sitiados rápidamente por batallones de la Guardia Nacional llamados por Lamartine y Ledru-Rollin (entonces miembros de la Comisión Ejecutiva de la República), el movimiento se desinfló. Barbès fue arrestado junto con otros republicanos radicales, juzgado en abril de 1849 por el Alto Tribunal de Bourges (un tribunal de excepción creado ex-profeso para juzgar a los responsables de la sublevación de mayo de 1848) y condenado a perpetuidad por doble atentado: intento de derrocar al gobierno e incitación a la guerra civil. Fue recluido en la cárcel de Belle-Île-en-Mer.

## Exilio voluntario
Cuando estalla la Guerra de Crimea en 1854, Barbès sigue detenido. Unas cartas suyas en las que deseaba el éxito de las tropas francesas contra Rusia, fueron entonces presentadas a Napoleón III que decidió indultarle. El 11 de octubre de 1854, ya liberado, Barbès respondió públicamente al Emperador en una carta editada en el periódico Le Moniteur, rechazando un indulto que consideraba humillante y anunciando que iba a permanecer dos días en París con la esperanza de que fuese detenido de nuevo. Se declaraba determinado a exiliarse si tal detención no se produjera. No fue arrestado por lo que se exilió primero a Bruselas, y luego a España donde fue detenido en 1856 y deportado a Portugal. Fijo su residencia definitiva en La Haya, en los Países Bajos. En noviembre de 1869 unos republicanos de la 3ª circunscripción de París propusieron su candidatura a la Asamblea Nacional, pero Barbès declinó la oferta debido a su debilitada salud. No volvió nunca a Francia. Falleció en La Haya el 26 de junio de 1870, y sus restos fueron inhumados en la finca familiar de Fourtou, en Villalier, en la cercanía de Carcassonne.

## Homenajes póstumos
- Durante la Guerra Franco-Prusiana, el 7 de octubre de 1870 el ministro Léon Gambetta escapó de París sitiado por las tropas prusianas en un globo bautizado Armand Barbès.
- El dramaturgo y académico de la lengua francesa Jules Claretie, escribió en 1870 una obra de teatro titulada Armand Barbès.
- Su lema, Vivir libre o morir, y su efigie figuran en la fachada del ayuntamiento del pueblo de Villalier.[6]
- El ayuntamiento de Carcassonne le ha dedicado un bulevar donde se levantó una estatua en 1886. La estatua fue derrumbada y fundida durante la Segunda Guerra Mundial, pero otra similar fue restituida en 1950.[7] En el siglo XXI, la estatua de Armand Barbès sigue siendo un punto tradicional de salida de las manifestaciones.[8]
- El bulevar Barbès de París toma su nombre de Armand Barbès, así como la estación Barbès-Rochechouart del metro parisino. Por extensión el barrio circundante se llama Barbès.
- La ciudad de Pointe-à-Pitre le ha dedicado una calle desde 1884.[9] Decenas de pueblos y ciudades francesas cuentan con una calle Armand Barbès.

## Escritos de Armand Barbès
- Deux jours de condamnation à mort, ediciones Atelier du Gué, 2005, 112 págs, ISBN 291358939-1
- Quelques mots à ceux qui possèdent en faveur des Prolétaires sans travail (Algunas palabras para los que poseen a favor de los proletarios sin trabajo), Texto en línea en Marxist Internet Archive Library: Armand Barbès, marxists.org, consultado el 11 de enero de 2011. (en inglés)
- Correspondencia con George Sand: Michelle Perrot (prólogo y notas), George Sand, Armand Barbès, Sand-Barbès: correspondance d'une amitié républicaine : 1848-1870, Ediciones Le Capucin, 1999, ISBN 2-913493-05-X, parcialmente en línea en books.google.es (enlace roto disponible en Internet Archive; véase el historial, la primera versión y la última).